# بابو سانتانا
بابو سانتانا (بالبرتغالية: Babu Santana‏) هو ممثل برازيلي، ولد في 10 ديسمبر 1979 بريو دي جانيرو في البرازيل.

## أعمال

### أفلام
- (2002) مدينة الرب[6]

## وصلات خارجية
- عبيد بن صالح على موقع IMDb (الإنجليزية)
- عبيد بن صالح على موقع ألو سيني (الفرنسية)
- عبيد بن صالح على موقع أول موفي (الإنجليزية)
- عبيد بن صالح على موقع قاعدة بيانات الفيلم (الإنجليزية)
- عبيد بن صالح على موقع كينوبويسك (الروسية)